# Stor-Bergtjärnen, Medelpad
Stor-Bergtjärnen är en sjö i Sundsvalls kommun i Medelpad och ingår i Selångersåns huvudavrinningsområde. Stor-Bergtjärnen ligger i Övre Sulån Natura 2000-område.